# وكالة عطية (رواية)
وكالة عطية هي رواية للكاتب المصري خيري شلبي، نشرت عام 2008. صنفت في الرتبة الثامنة و الثلاثون في قائمة أفضل مئة رواية عربية.

## محتوى
تتمحور كل الرواية حول يتسبب اعتداء بطل الرواية ــ الطالب المتفوق بمعهد المعلمين بدمنهورــ على مدرسه في طرده من المعهد وسقوطه إلى العالم السفلى: وكالة عطية: مأوى المهمشين والصعاليك والأشقياء في المدينة. ومن هنا يأخذنا الكاتب خيري شلبي في واحدة من أمتع الرحلات وأكثرها تشويقا، إلى قاع مدينة دمنهور وعوالم مثيرة بل تكاد تكون خيالية.

## الإنتاج الفني
سنة 2009 تم تصوير مسلسل  يروي أحدث الرواية, بطولة حسين فهمي و ناصر أسمر

## نقد
يعتبر البعد الشطاري  واحدا من أهم العناصر البارزة في هذه الرواية الصادرة عن دار شرقيات سنة 1992، إذ أن أغلب شخصياتها شطارية، محتالة وهزلية لا تعير أدنى اهتمام للقيم السائدة.

## جوائز
حصلت هذه الرواية على جائزة ميدالية نجيب محفوظ من الجامعة الأمريكية بالقاهرة عام 2003،